# Canal dels Tubs
La Canal dels Tubs és un torrent afluent per la dreta de l'Aigua de Valls que transcorre íntegrament pel terme municipal de Gósol, al Berguedà.

## Xarxa hidrogràfica
La Canal dels Tubs no té cap afluent.